# Economía de la India
La India posee una economía mixta, con características de libre mercado y un importante sector estatal. La moneda es la rupia. La liberalización económica, incluyéndose el sector industrial, la privatización de empresas públicas y la reducción de los controles de las inversiones externas y del comercio comenzaron en los años 1990, esto sirvió para acelerar el crecimiento del país, que ha superado los 7% al año desde el 1997. El país tiene la quinta economía más importante del mundo en términos de paridad de poder adquisitivo (PPA), con un producto nacional bruto de-4,06 billones de $ el 2010.
La economía del país es diversificada; hay desde actividades agrícolas tradicionales en pequeños pueblos y artesanía, hasta una gran diversidad de industrias y servicios modernos. Poco más de mitad de la mano de obra trabaja en la agricultura, pero el sector de servicios es lo más importante de la economía del país, y es responsable por mitad del PIB nacional, ocupando 1/3 de la fuerza de trabajo. La llegada de la era digital así como la existencia de un gran número de personas alfabetizadas, con formación educativa y con dominio del inglés, está convirtiendo este país en uno de los lugares preferidos para la ubicación de las actividades internas de las empresas, para tornarse un importante exportador de servicios de tecnología y software. Así mismo, la India es el mayor exportador de trabajadores altamente cualificados de servicios informáticos y financieros. El país se ha recuperado bien de la crisis del 2010, principalmente debido a su fuerte mercado interno, y el crecimiento real ha sobrepasado los 8%.
La economía india siguió un modelo inspirado en el socialismo durante la mayor parte de su historia, con un férreo control sobre la participación del sector privado, comercio exterior e inversión extranjera directa. Sin embargo, desde los 90, paulatinamente la India ha abierto su mercado interior a través de reducciones del control del gobierno sobre el comercio exterior y la movilidad de capitales. La privatización de las industrias públicas y la apertura de ciertos sectores a los inversores internacionales se han producido en medio de enardecidas discusiones sobre la conveniencia de tales medidas.
La India se enfrenta a un elevado ritmo de crecimiento poblacional y al desafío que supone reducir las desigualdades económicas y sociales. La pobreza continúa siendo un delicado problema, a pesar de su disminución desde la independencia sobre todo debido a la revolución verde. En 2016, el 10% más rico de la población posee 55% del ingreso nacional.

## Historia

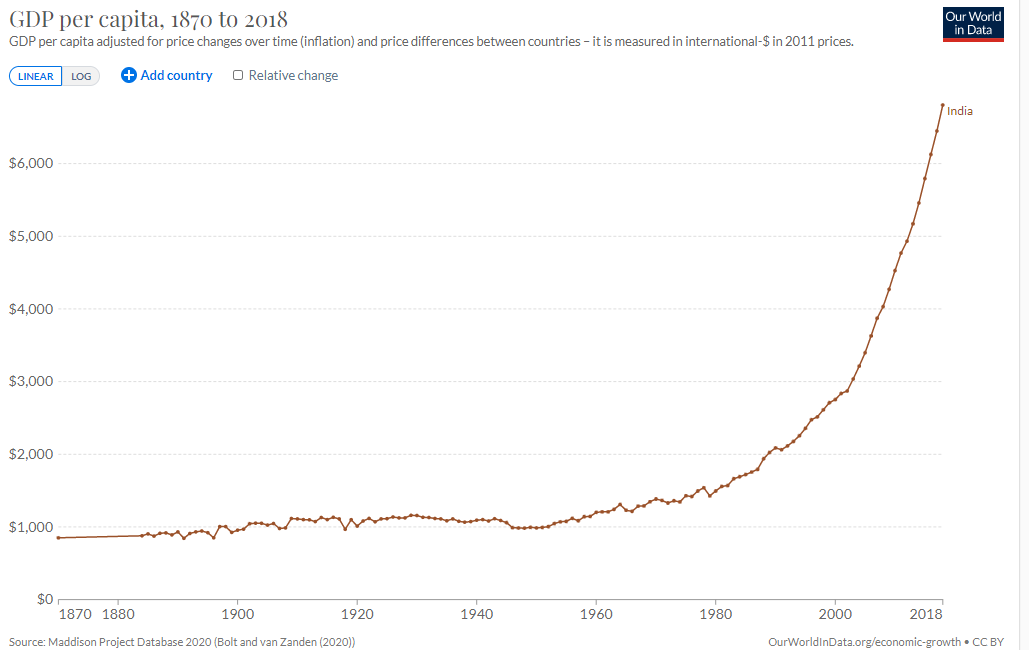
Evolución del PIB real per cápita de la India.

La historia económica de la India se puede dividir en términos generales en cuatro períodos. El primero de ellos, que se denomina precolonial, abarca hasta el siglo XVII. La llegada de la colonización británica significa el comienzo del segundo periodo, finalizando con la independencia en 1947. El tercer período se extiende desde 1947 hasta 1990. En 1991 se abre el último periodo con las medidas de liberalización económica con elevadas tasas de crecimiento.
El primer ministro construyó relaciones amistosas con la Unión Soviética. Durante su visita al país en 1955, dijo que estaba "profundamente impresionado por los grandes logros de la Unión Soviética". He visto a este inmenso país transformarse gracias al duro trabajo de su gente. La URSS proporcionó asistencia económica a la India. Así, en 1955, construyó la fábrica de acero de Bhilai, la mayor fábrica de acero de la India, que produce aproximadamente la misma cantidad de acero que todas las demás fábricas de acero que existían entonces en el país. Muchas otras fábricas y compañías siguieron el ejemplo con préstamos a bajo interés. Según Félix Yurlov, especialista en India del Instituto de Estudios Orientales de Rusia: "Desde 1955 hasta finales de los años 60, la URSS ayudó a la India con un total de 1.500 millones de dólares en préstamos y contribuyó a la construcción de docenas de grandes empresas en áreas clave de su economía: metalurgia, energía, ingeniería, petroquímica".

## Comercio exterior
En 2020, el país fue el 18.º exportador más grande del mundo (US $ 323,2 mil millones, 1,7% del total mundial). En la suma de bienes y servicios exportados, alcanza los US $ 530,7 mil millones, ubicándose en el puesto 13 del mundo. En importaciones, en 2019, fue el noveno mayor importador del mundo: US $ 478.8 mil millones.

## Sector primario

### Agricultura
En 2018, India:
- Fue el segundo productor mundial de caña de azúcar (376,9 millones de toneladas), solo superado por Brasil;
- Fue el segundo productor mundial de arroz (172,5 millones de toneladas), solo superado por China;
- Fue el segundo productor mundial de trigo (99,7 millones de toneladas), solo superado por China;
- Fue el segundo productor mundial de patata (48,5 millones de toneladas), solo superado por China;
- Fue el mayor productor mundial de banano (30,8 millones de toneladas);
- Fue el segundo productor mundial de cebolla (22 millones de toneladas), solo superado por China;
- Fue el séptimo productor mundial de maíz (27,8 millones de toneladas);
- Era el mayor productor mundial de mango (incluido mangostán y guayaba) (21,8 millones de toneladas);
- Fue el segundo productor mundial de tomate (19,3 millones de toneladas), solo superado por China;
- Fue el mayor productor mundial de algodón (14,6 millones de toneladas);
- Fue el quinto productor mundial de soja (13,7 millones de toneladas), perdiendo ante Estados Unidos, Brasil, Argentina y China;
- Fue el segundo productor mundial de berenjena (12,8 millones de toneladas), solo superado por China;
- Fue el tercer productor mundial de coco (11,7 millones de toneladas), solo superado por Indonesia y Filipinas;
- Fue el mayor productor mundial de mijo (11,6 millones de toneladas);
- Fue el mayor productor mundial de garbanzos (11,3 millones de toneladas);
- Fue el segundo productor mundial de repollo (9 millones de toneladas), solo superado por China;
- Fue el segundo productor mundial de coliflor y brócoli (8,8 millones de toneladas), solo superado por China;
- Fue el tercer productor mundial de colza (8,4 millones de toneladas), solo superado por Canadá y China;
- Fue el tercer productor mundial de naranja (8,3 millones de toneladas), solo superado por Brasil y China;
- Fue el segundo productor mundial de maní (6,7 millones de toneladas), solo superado por China;
- Fue el mayor productor mundial de frijoles (6,2 millones de toneladas);
- Fue el mayor productor mundial de okra (6,1 millones de toneladas);
- Fue el mayor productor mundial de papaya (5,9 millones de toneladas);
- Fue el segundo productor mundial de calabaza (5,5 millones de toneladas), solo superado por China;
- Fue el segundo productor mundial de guisante (5,4 millones de toneladas), solo superado por China;
- Fue el quinto productor mundial de sorgo (4,8 millones de toneladas), solo superado por Estados Unidos, Nigeria, Sudán y Etiopía;
- Fue el mayor productor mundial de limón (3,1 millones de toneladas);
- Fue el séptimo productor mundial de uva (2,9 millones de toneladas);
- Fue el cuarto productor mundial de sandía (2,5 millones de toneladas);
- Fue el séptimo productor mundial de manzana (2,3 millones de toneladas);
- Fue el mayor productor mundial de yute (1,9 millones de toneladas);
- Fue el cuarto productor mundial de ají (1,8 millones de toneladas);
- Fue el segundo productor mundial de ajo (1,7 millones de toneladas), solo superado por China;
- Fue el sexto productor mundial de piña (1,7 millones de toneladas);
- Fue el vigésimo productor mundial de cebada (1,7 millones de toneladas);
- Fue el segundo productor mundial de lenteja (1,6 millones de toneladas), solo superado por Canadá;
- Fue el octavo productor mundial de batata (1,4 millones de toneladas);
- Fue el segundo productor mundial de té (1,3 millones de toneladas), solo superado por China;
- Fue el cuarto productor mundial de melón (1,2 millones de toneladas), solo superado por China, Turquía e Irán;
- Fue el mayor productor mundial de jengibre (893 mil toneladas);
- Fue el mayor productor mundial de nuez de areca (809 mil toneladas);
- Fue el segundo productor mundial de anacardo (785 mil toneladas), solo superado por Vietnam;
- Fue el tercer productor mundial de sésamo (746 mil toneladas), solo superado por Sudán y Myanmar;
- Fue el 3.er productor mundial de tabaco (749 mil toneladas), solo superado por China y Brasil;
- Produjo 4,2 millones de toneladas de guandú;
- Produjo 1,2 millones de toneladas de ricino;
- Produjo 1,2 millones de toneladas de lechuga y achicoria;
- Produjo 978 mil toneladas de caucho natural;
- Produjo 678 mil toneladas de anís / cilantro;
- Produjo 583 mil toneladas de zanahoria;
- Produjo 572 mil toneladas de fibra de coco;
- Produjo 326 mil toneladas de café;

Además de producciones más pequeñas de otros productos agrícolas.

### Ganadería
En ganadería, India fue, en 2019, el segundo productor mundial de leche de vaca, con una producción de 90 mil millones de litros (solo perdió frente a Estados Unidos); el mayor productor mundial de leche de cabra, con una producción de 5.400 millones de litros; el quinto productor mundial de carne de pollo, con una producción de 4,1 millones de toneladas; 3.er productor mundial de  huevo de gallina, con una producción de 5,7 millones de toneladas; el octavo productor mundial de miel, con una producción de 67,1 mil toneladas, entre otros. El país es el decimocuarto productor mundial de lana.

## Sector secundario

### Industria
El Banco Mundial enumera los principales países productores cada año, según el valor total de la producción. Según la lista de 2019, India tenía la sexta industria más valiosa del mundo ($ 391,4 mil millones).
En 2019, la India fue el quinto mayor productor de  vehículos en el mundo (4,5 millones) y el segundo mayor productor de acero (111,2 millones de toneladas).

### Energía
En energías no renovables, en 2020, el país fue el 23.er productor mundial de petróleo, extrayendo 627.400 barriles / día. En 2019, el país consumió 5,27 millones de barriles / día (el tercer consumidor más grande del mundo). El país fue el tercer mayor importador de petróleo del mundo en 2018 (5,1 millones de barriles / día). En 2016, la India fue el vigésimo sexto productor mundial de gas natural, 26 200 millones de m³ al año. En 2017, India fue el decimotercer importador de gas más grande del mundo (26,4 mil millones de m³ por año). En la producción de carbón, el país fue el segundo más grande del mundo en 2018: 716 millones de toneladas. A pesar de esto, el país también es el segundo mayor importador de carbón del mundo: en 2018, había 223 millones de toneladas. En 2019, India fue también el séptimo país que tuvo más
 plantas atómicas en su territorio - había 22 plantas, con una capacidad instalada de 6,2 GW.
En energías renovables, en 2020, India fue el cuarto productor de energía eólica del mundo, con 38,5 GW de potencia instalada, y el quinto productor de energía solar del mundo, con 39, 2 GW de potencia instalada; y en 2014 fue el sexto productor de energía hidroeléctrica en el mundo, con una capacidad instalada de 40 GW.

### Minería
Los diferentes minerales forman un segmento importante en la economía de la India, y el país produjo 79 minerales (excluidos los combustibles y los recursos atómicos) entre 2009 y 2010, incluidos mineral de hierro, manganeso, mica,  bauxita, cromita, piedra caliza, amianto, fluorita, yeso, ocre, fosforita y arena por  dióxido de silicio.
En 2019, el país fue el cuarto productor mundial de mineral de hierro; 4.º productor mundial de cromo; 5.º productor mundial de bauxita; 5.º productor mundial de zinc; Séptimo productor mundial de manganeso; Séptimo productor mundial de plomo; Séptimo productor mundial de azufre; 11.º productor mundial de titanio; 18.º productor mundial de fosfato; 16.º productor mundial de yeso; 5.º productor mundial de grafito; además de ser el tercer productor mundial de  sal. Fue el undécimo productor mundial de uranio en 2018.
India fue el segundo productor mundial de aluminio en 2019, ya que el proceso de transformación de bauxita en aluminio demanda una inmensa cantidad de energía, y pocos países tienen un excedente de producción de energía para producir el metal, siendo India uno de estos países.

## Sector terciario

### Turismo
En 2018, India fue el 22.º país más visitado del mundo, con 17,4 millones de turistas internacionales. Los ingresos por turismo este año fueron de $ 28.5 mil millones.

## Comercio

### Importaciones
Se presentan a continuación las mercancías de mayor peso en las importaciones de la India para el período 2010-2014. Las cifras están expresadas en dólares estadounidenses valor FOB.

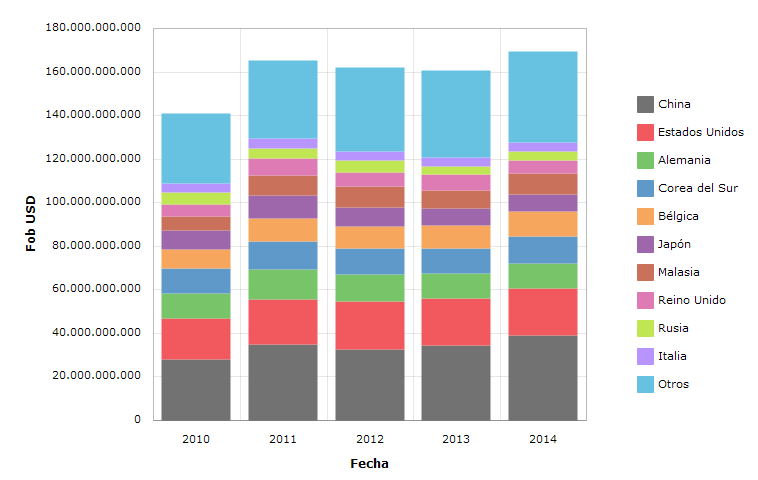
Importaciones de India del periodo 2010-2014 expresadas en USD valor FOB. [http://trade.nosis.com/es/Comex/Importacion-Exportacion/India/Todas-las-posiciones-arancelarias/IN/00 Fuente

| Fecha Mercadería por capítulo arancelario | 2010            | 2011            | 2012            | 2013            | 2014            |
| --- | --------------- | --------------- | --------------- | --------------- | --------------- |
| 84 - calderas, máquinas, aparatos y artefactos mecánicos; partes de estas máquinas o aparatos | 24.595.413.520  | 29.774.384.436  | 25.824.393.666  | 23.270.385.473  | 23.329.223.545  |
| 71 - perlas naturale... | 15.498.849.050  | 19.851.397.703  | 19.071.341.045  | 20.819.956.805  | 20.088.688.829  |
| 85 - máquinas, aparatos y material eléctrico, y sus partes | 16.890.947.371  | 18.058.072.248  | 15.538.808.370  | 16.435.196.401  | 17.415.178.667  |
| 27 - combustibles minerales, aceites minerales y productos de su destilación; materias bituminosas; ceras minerales                                                                                  | 9.358.678.206   | 13.792.431.100  | 15.772.397.593  | 16.643.004.235  | 17.866.122.203  |
| 29 - productos químicos orgánicos | 7.931.385.658   | 8.654.161.764   | 9.015.792.261   | 10.435.037.403  | 10.885.334.084  |
| 72 - hierro y acero de fundición | 8.864.133.242   | 9.950.820.130   | 9.486.546.049   | 6.723.553.327   | 8.636.222.165   |
| 39 - plásticos y sus manufacturas | 4.205.125.492   | 4.716.686.768   | 5.076.999.667   | 6.175.364.006   | 6.795.118.199   |
| 90 - instrumentos y aparatos de óptica, fotografía o cinematografía, de medida, control o precisión; instrumentos y aparatos medicoquirúrgicos; partes y accesorios de estos instrumentos o aparatos | 4.508.650.655   | 5.425.802.896   | 5.616.890.101   | 5.591.018.031   | 5.419.756.263   |
| 87 - vehículos automóviles, tractores, velocípedos y demás vehículos terrestres, sus partes y accesorios                                                                                             | 4.708.263.707   | 5.767.769.716   | 5.419.001.988   | 4.755.023.360   | 4.450.970.881   |
| 31 - abonos | 4.867.255.422   | 6.193.192.267   | 4.588.828.196   | 2.694.772.462   | 2.837.993.116   |
| Demás capítulos | 39.397.384.048  | 43.132.046.422  | 46.901.547.650  | 47.019.588.189  | 51.761.553.085  |
| Total | 140.826.086.372 | 165.316.765.452 | 162.312.546.585 | 160.562.899.693 | 169.486.161.039 |

### Exportaciones
Se presentan a continuación los principales socios comerciales de la India para el periodo 2010-2014. La mayoría de sus importadores están en Europa y Asia salvo Brasil y Estados Unidos. Las cifras expresadas son en dólares estadounidenses valor FOB.

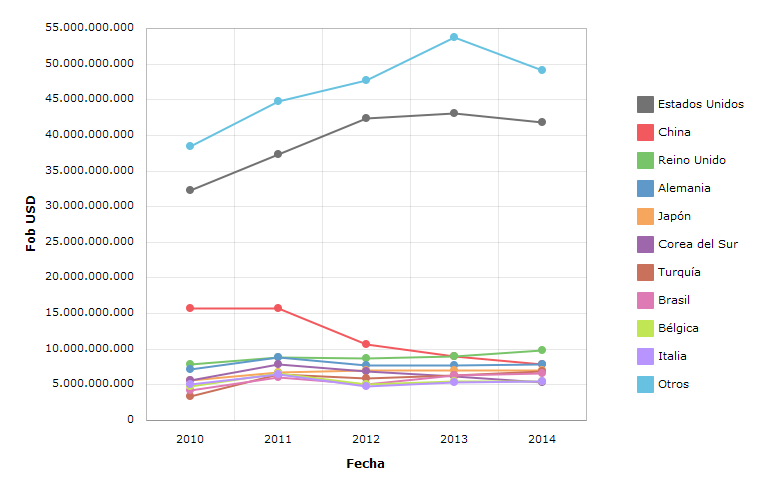
Exportaciones de India del periodo 2010-2014 expresadas en USD valor FOB. [http://trade.nosis.com/es/Comex/Importacion-Exportacion/India/Todas-las-posiciones-arancelarias/IN/00 Fuente

| Fecha País importador | 2010            | 2011            | 2012            | 2013            | 2014            |
| --------------------- | --------------- | --------------- | --------------- | --------------- | --------------- |
| Estados Unidos        | 32.272.363.785  | 37.268.028.012  | 42.417.279.697  | 43.087.012.824  | 41.811.452.473  |
| China                 | 15.747.452.401  | 15.712.903.518  | 10.712.239.559  | 9.019.796.407   | 7.881.515.993   |
| Reino Unido           | 7.823.075.200   | 8.902.181.208   | 8.667.814.861   | 8.919.756.935   | 9.795.582.773   |
| Alemania              | 7.208.842.203   | 8.817.354.894   | 7.720.641.308   | 7.750.912.709   | 7.824.773.020   |
| Japón                 | 5.639.217.031   | 6.764.508.345   | 6.949.173.702   | 7.044.198.281   | 6.966.062.553   |
| Corea del Sur         | 5.678.979.000   | 7.895.309.000   | 6.920.666.000   | 6.160.664.000   | 5.274.072.000   |
| Turquía               | 3.404.856.315   | 6.498.584.583   | 5.844.244.064   | 6.367.203.071   | 6.843.445.722   |
| Brasil                | 4.242.372.653   | 6.080.997.228   | 5.042.842.814   | 6.357.300.153   | 6.635.259.191   |
| Bélgica               | 4.741.251.070   | 6.553.416.713   | 5.023.885.632   | 5.450.135.854   | 5.420.465.665   |
| Italia                | 5.023.109.976   | 6.523.722.303   | 4.803.774.524   | 5.264.818.712   | 5.507.024.455   |
| Resto del mundo       | 38.512.647.700  | 44.736.700.550  | 47.726.871.612  | 53.792.161.835  | 49.158.149.911  |
| Total                 | 130.294.167.333 | 155.753.706.353 | 151.829.433.773 | 159.213.960.780 | 153.117.803.756 |

## Mercado de trabajo

### Diferencias salariales y discriminación laboral
Hay evidencia de que los empleadores en la India son menos propensos a responder a candidatos a un trabajo que tienen nombres habitualmente utilizados por la población negra.
Las trabajadoras del hogar, a menudo de castas inferiores, no tienen legislación ni derechos específicos. Según la Oficina de Estadística de la India, su número se estima en cuatro millones y medio, pero los sindicatos y las organizaciones de derechos humanos lo estiman en veinte millones. Según el gobierno indio, 3511 trabajadoras domésticas presentaron una denuncia en 2014 por violencia física contra sus empleadores, pero decenas o cientos de miles de ellas no se atreven a acudir a los tribunales. Sólo la violencia más extrema suscita una reacción pública. En marzo de 2017, en Gurgaon, una empleada de 17 años fue lanzada desde el balcón del piso once de la torre de un complejo residencial por su empleador, la esposa del vicepresidente de la sucursal india de Bank of America, Merrill Lynch. La policía local mantuvo la hipótesis del suicidio a pesar de los informes médicos de numerosas lesiones faciales infligidas por palizas. En julio de 2017, se produjo una revuelta interna en los suburbios de Nueva Delhi después de que un empleado fuera secuestrado por sus empleadores.